# 五邑甄球學校
五邑甄球學校（英語：FDBWA Yan Kow School），為位於香港九龍觀塘區一所已停辦的小學，位於牛池灣坪石邨，於1969年創立，2007年因收生不足被「殺校」。

## 歷史
此校原名為「五邑坪石學校」，於1969年11月初開辦。及後，由於獲建築界商人、五邑工商總會時任副理事長甄球贊助，坪石學校於1971年10月起改名為「五邑甄球學校」。
於2002年，同系的五邑司徒浩學校因牛頭角下邨重建而需停辦，此校遂接收該前者所有未畢業學生。
因收生不足，此校於2004年被教育統籌局下令「殺校」，並於2007年正式停辦，共辦學近38年。

## 校舍
此校為一所「火柴盒」小學，室內面積為3,122平方米，設有24間課室及少量特別室，並曾於2002-04年間加建新翼。
於殺校後，原址於2009-2011年及2012-13年間，曾分別暫借予聖羅撒學校及香港日本人學校香港校，作為兩校校舍重建時的臨時校址之用。其後，政府曾批出該校舍開辦基督教宣道會宣基小學（坪石），以營辦有時限性的資助小學至2024年為止。按照現時計劃，該校舍已於「有時限小學」停辦後暫時空置，以作應急之用。

## 歷屆行政人員

### 校監
- 張玉麟 先生[1]（1969年-？，創校校監）
- 甄球 先生（兼冠名人）[8]
- 陳錦臺 先生（？年-2007年，末任校監）[9]

### 校長

#### 上午校
- 黃洸朗 先生[8]（？-1998年[10]）

#### 下午校
- 吳茲寶 女士[8]（後調任同系五邑鄒振猷學校校長）

#### 全日
- 馮耀宗 先生（？年-2003年）[9]
- 黃景潮 先生（2003年-2007年，末任校長，結校後降任五邑工商總會學校副校長）[11]